# ليلى الأحيدب
ليلى الأحيدب واسمُها الكامل ليلى بنت إبراهيم الأحيدب (من مواليد 1965، الأحساء)، هي كاتبة قصة قصيرة وروائية وناقدة سعودية، من الكاتبات المُلتزمات بكتابة الرواية والقصة القصيرة، وعُضوة في اللجنة النسائية بنادي الرياض الأدبي. شغلت ليلى منصب مديرة إدارة الإعلام التربوي بتعليم الرياض في الفترة من عام 2000 وحتى 2015، كما تشغل أيضا منصب أُستاذة كُرسي الأدب العربي في كلية الدراسات الشرقية في جامعة روما سابينزا. نشرت أول مجموعة قصصية لها عام 1997، وتُرجمت أعمالها القصصية للغة الإنجليزية في كتاب (بالإنجليزية: Beyond the dunes)‏ ضمن مشروع موسوعة الأدب السعودي، وتُرجمت قصصها إلى اللغة الإيطالية ضمن كتاب زهور عربية (بالإيطالية: Rose d'Arabia)‏ لصاحبته إيزابيلا كاميرا دافليتو. في عام 2009 نشرت روايتها الأولى تحت عُنوان عيون الثعالب، والتي تناولها عدد من النقاد السعوديين وغيرهم، وكانت تكتُب على مدى 18 عامًا في مجلة اليمامة، في زاوية أسبوعية بعنوان تحولات امرأة نهرية. في 18 أبريل 2017، انتُخبت ليلى الأحيدب عُضوة في مجلس إدارة نادي الرياض الأدبي. شاركت ليلى الأحيدب في العديد من الأُمسيات القصصية في بعض الأندية الأدبية في السعودية، كما أدارت البعض منها كذلك. كما شاركت في العديد من المهرجانات الأدبية في دول مجلس التعاون الخليجي كان أبرزها، مُشاركتها في الدورة الرابعة لمهرجان دول مجلس التعاون الخليجي للشعر والقصة عام 1409 هـ (1989).

## أعمالُها الأدبية
ألفت ليلى الأحيدب مجموعة من الروايات والقصص القصيرة، وهي كالتالي :
- البحث عن يوم سابع، مجموعة قصصية، (1997).
- عُيون الثعالب، رواية، (2009).[10][11]
- فتاة النص، مجموعة قصصية، (2011).
- جنات صغيرة، نُصوص، (2015).[12][13]
- قميص أسود شفاف (2019) عن دار ميلاد للنشر والتوزيع.
- عود أزرق (2019).